# Vesztény
Vesztény románul: Veștem, falu Romániában, Erdélyben, Szeben megyében. Közigazgatásilag Sellenberk községhez tartozik.

## Fekvése
Nagyszebentől délkeletre, a Talmácsi úton fekvő település.

## Története
Vesztény 1339-1876 között a környező településekkel együtt Szebenszékhez (Stuhl Hermannstadt) tartozott.
Nevét először 1468-ban Westen, Westhen, Wezthen, Vesten néven említette oklevél (Scheiner 152).
Későbbi névváltozatai: 1539-ben Westa, 1733-ban Vestem, 1750-ben Vestyen, 1760–1762 között Vesten, 1808-ban Vesztény, Westendorf, 1861-ben Vestén, 1888-ban Vesztény (Westen, Vestem), 1913-ban Vesztény.
A trianoni békeszerződés előtt Szeben vármegye Nagydisznódi járásához tartozott.
1910-ben 1833 lakosából 53 magyarnak, 1561 románnak, 107 ruszinnak vallotta magát. Ebből 104 római katolikus, 1517 görögkatolikus, 157 görögkeleti ortodox volt.

## Források

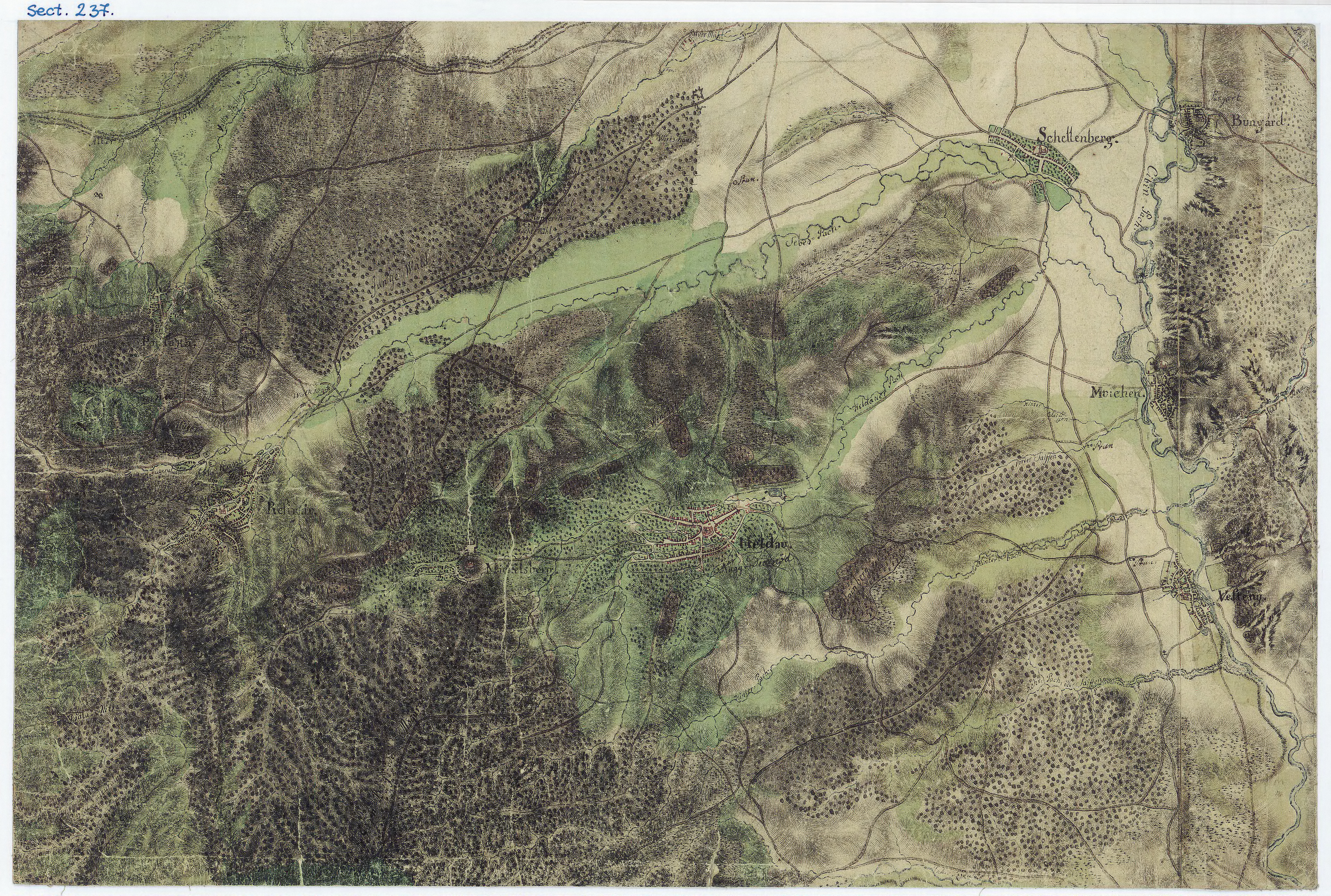
Vesztény és környéke egy régi térképen